# Resonancia de plasmón de superficie multiparamétrica
La resonancia de plasmón de superficie multiparamétrica (MP-SPR) se basa en la resonancia de plasmón de superficie (SPR), un método establecido sin etiquetas en tiempo real para el análisis de interacción biomolecular, pero utiliza una configuración óptica diferente, una configuración de SPR goniométrica. Si bien MP-SPR proporciona la misma información cinética que SPR (constante de equilibrio, constante de disociación, constante de asociación), también proporciona información estructural (índice de refracción, espesor de capa). Por lo tanto, MP-SPR mide tanto las interacciones de la superficie como las propiedades de la nanocapa.

## Historia
El método goniométrico SPR fue investigado junto con configuraciones de haz enfocado SPR y Otto en el Centro de Investigación Técnica VTT de Finlandia desde la década de 1980 por el Dr. Janusz Sadowski. La óptica goniométrica SPR fue comercializada por Biofons Oy para su uso en aplicaciones en el punto de atención. La introducción de longitudes de onda láser de medición adicionales y los primeros análisis de película delgada se realizaron en 2011, dando paso al método MP-SPR.

## Principio
La configuración óptica MP-SPR mide en múltiples longitudes de onda simultáneamente (de manera similar a la SPR espectroscópica), pero en lugar de medir en un ángulo fijo, más bien escanea en un amplio rango de ángulos θ (por ejemplo, 40°). Esto da como resultado mediciones de curvas SPR completas en múltiples longitudes de onda que proporcionan información adicional sobre la estructura y la conformación dinámica de la película.

## Valores medidos
Las curvas SPR completas medidas (eje x: ángulo, eje y: intensidad de luz reflejada) se pueden transcribir en sensogramas (eje x: tiempo, eje y: parámetro seleccionado como pico mínimo, intensidad de luz, ancho de pico). Los sensogramas se pueden ajustar utilizando modelos de unión para obtener parámetros cinéticos que incluyen tasas de activación y desactivación y afinidad. Las curvas SPR completas se utilizan para ajustar las ecuaciones de Fresnel para obtener el espesor y el índice de refracción de las capas. Además, debido a la capacidad de escanear la curva SPR completa, MP-SPR puede separar el efecto de volumen y la unión del analito entre sí utilizando parámetros de la curva.
| Interacciones moleculares          | Propiedades de la capa       |
| ---------------------------------- | ---------------------------- |
| Cinética, PureKinetics (kon, koff) | Índice de refracción (n)     |
| Afinidad (KD)                      | Espesor (d)                  |
| Concentración (c)                  | Coeficiente de extinción (k) |
| Adsorción/absorción                | Densidad (ρ)                 |
| Desorción                          | Cobertura de superficie (Γ)  |
| Adhesión                           | Hinchazón (Δd)               |
| Electroquímica (E, I, omega)       | Dispersión óptica (n (λ))    |

Mientras que QCM-D mide la masa húmeda, MP-SPR y otros métodos ópticos miden la masa seca, lo que permite el análisis del contenido de agua de las películas de nanocelulosa.

## Aplicaciones
El método se ha utilizado en ciencias de la vida, ciencias de los materiales y desarrollo de biosensores. En las ciencias de la vida, las principales aplicaciones se centran en el desarrollo farmacéutico, incluidas las interacciones de moléculas pequeñas, anticuerpos o nanopartículas con el objetivo con una biomembrana o con una monocapa de células vivas. Como el primero en el mundo, MP-SPR es capaz de separar la absorción de fármacos transcelular y paracelular en tiempo real y sin etiquetas para la administración de fármacos dirigida. En el desarrollo de biosensores, MP-SPR se utiliza para el desarrollo de ensayos para aplicaciones en el punto de atención. Los biosensores desarrollados típicamente incluyen biosensores electroquímicos impresos, ELISA y SERS. En las ciencias de los materiales, MP-SPR se utiliza para la optimización de películas sólidas delgadas desde Ångströms hasta 100 nanómetros (grafeno, metales, óxidos), materiales blandos hasta micrones (nanocelulosa, polielectrolito) incluidas nanopartículas. Aplicaciones que incluyen células solares de película delgada, recubrimientos de barrera que incluyen recubrimientos antirreflectantes, superficies antimicrobianas, vidrio autolimpiante, metamateriales plasmónicos, superficies de electro-conmutación, ensamblaje capa por capa y grafeno.